# Cratere Tarrafal
Tarrafal  è un cratere sulla superficie di Marte.